# Heréd község története

## A község nevének eredete
Heréd nevét 1138-ban kelt oklevél 1329. évi átírásából ismerjük Kerudy, majd Herudy alakban. Egy 1281-es írás is említi, Hereyd alakban. 1461-ben említi csak egy oklevél Heréd néven. (Ezt igazolja a Heves megyei Levéltár Eger.) Mindezt megerősíti Csánki: Magyarország földrajza című munkájában, ugyancsak 1461-ben az első kötete 99. lapján, ahol Kartal, Verseg, Heréd leírásával foglalkozik. Egy oklevél 1281-ben Hereyd névalakban említi. (Fejérpataky Emlékkönyv 76. oldal) Ez a szó Heréd, maga is palóc név, a régi népszólásban valami foglalkozási ágat, vagy foglalkozási eszközt jelenthetett, vagy keveset dolgoztak és „here”, (munka nélkül élő, kényelmes) szót kapták. Ma is herének nevezik a szorgos méhcsaládokban munka nélkül élőket a méhészeti szaknyelvben. Nem kizárt a község nevének a dúsfüvű legelő, a lóherés szóból való származása sem. A környékbeliek a honfoglalás idején a már említett törzsfők vezérlete alatt harcoltak az Ipoly, Zagyva, Galga folyók és a Mátra környékén a már korábban is itt lakó szláv népekkel, akiket legyőztek. Ebben az időben pásztorkodással foglalkoztak, jószágaikat mindig a jobb és dúsabb füvű legelőkre hajtva. Hogy Heréd lakói a honfoglalás idejétől pásztorkodással foglalkoztak, bizonyítja, Vencel: Árpád oklevéltár XI. 166. lapján írja: Heréd lakói 1222. évben II. Endre Árpád házi király idején Kochobár nevű hatvani királyi végrehajtó ügyvéd pásztorai voltak, aki Herédnek akkori földesura volt. Hogy meddig volt Heréd Kochobár és ivadékainak birtoka? Nincs róla írás. De arról már van, hogy 222 évvel később, 1444-ben Heréd a Nagyhatvani család tulajdona volt. (Hazai oklevéltár VII. 442. lap)

## Élet a török megszállás idején
Amidőn a török 1554-ben megszállta hazánkat, Heréd lakói nem érezték magukat biztonságban, s a török elől a jól megerősített Hatvanba menekültek. 1546-ban már török uralom alatt élt a falu népe. 15 gazda fizette a török földesúr adóját.
Káldy-Nagy Gyula: A budai szandzsák 1559. évi összeírása című könyvének 133. oldalán így ír: „Ebben az időben Heréd falu ÖMER bin VELI bég ziamer-birtoka. A szolnoki mirliva hászbirtoka 1559, évi tímár-defter (a török időkben török adólajstrom, számviteli könyv, telekkönyv) szerint jövedelme 2050 akcse.” (Apró ezüstpénz, nagy volt a vásárló ereje)
Az adót Aspalik Hasszán aga, Buda várparancsnoka szedette be. Szegény herédiek nem is hagyták el Hatvant 145 éven át. Mindössze egyszer történt meg ezen idő alatt, hogy elvesztett otthonukat meglátogathatták, ekkor összedüledezett lakóházakat, szétomlott templomokat találtak. 1656. szeptember 3-án Miksa főherceg serege Hatvant visszafoglalta, majd Serényi füleki várkapitány őrizetére bízta. De csakhamar ott termett a török főhad és ismét hatalmába kerítette a várost, falait a szétrombolt hatvani és nagykökényesi prépostság templomának köveiből kijavíttatta. Szegény herédiek sokat szenvedtek 145 éven át, de nem pusztultak el, éltek, szaporodtak a vár falain belül is. 1686 nyarán a Szent Liga (Habsburg-Lengyel-Velencei Szövetség) serege és a hozzá csatlakozott sok magyar vitéz visszafoglalta Budát. Később egymás után szabadultak fel a magyar városok, köztük Hatvan is. Így 1687-ben a herédiek is visszaszállingóztak őseik elhagyott otthonába. Az elpusztult házakat a vár megmaradt falaiból újraépítették, az összeomlott templomot helyreállították. Mivel pedig még papot eltartani nem bírtak, 1687-től 1733-ig a lőrinci plébános lelki vezetésére bízták magukat.

## Napóleon serege ellen
Az 1809. év érdekes eseményekkel gazdagította a község történetét. Az 1809. június 14-i I. Napóleon francia császár hadserege elleni győri csatában, a herédi nemes ifjak is részt vettek Sztáray gróf gyalogezredében. Említésre méltó, hogy ezen ütközetben a nógrádi dandár a túlerővel szemben vereséget szenvedett, a fegyelmezetlen és rendszertelen csapat futásnak eredt, hazáig meg sem állt. A herédiek mind egy szálig baj nélkül értek haza. Ezen hadjárat költségeinek fedezésére Kovács Antal plébános egymaga 20 rhenus forintot adományozott, amiért József nádor 1810. november 11-én levélben mondott köszönetet.
Első okleveles említése 1281-ben Hereyd névalakban történt. A 16. század közepén hódoltsági falu volt. 1627-ben Kamuti Balázs a Herédi jogon örökölt falut eladta Herédi Dorottya fiának Hoczmány Mihálynak, aki a következő évben Náprágyi Albertra ruházta át.
A 16. század végén I. Lipót király az Osztroluczkyaknak adományozta. 1712-ben a család Zsuzsanna lánya, férjezett Szirmay Ferencné a Baratnaki családnak adta el. 1740-ben Podmaniczky Jenőé. Ettől kezdve a Podmaniczkyak állandó birtokosai maradtak a falunak. Mellettük 1770-ben a Majtényi és Blaskovich családok is szereztek bizonyos rész-birtokokat. Lakóinak száma 1736-ban 771 fő volt.

## Az 1848–1849-es szabadságharc
Az 1848. évre megválasztott „első legények” farsangvasárnapján a nagy kocsmában összegyűltek, hogy megválasszák maguk közül a legénybírót Erre a díszes tisztségre a 22 éves Csulik Imrét választották. Keresve sem találhattak alkalmasabb legényt. Hatalmas termetű, tagbaszakadt, vállas, fekete hajú, pirospozsgás, férfiszépség volt, megáldva herkulesi erővel. A szájhagyomány megőrzi Csulik Imréről azt is, hogy egy alkalommal „4 szegény legény” erdei betyár vetődött el a herédi nagy italozóba hogy Csulikkal összemérjék erejüket. Erre azonban nem került sor, mert midőn látták, hogy Imre milyen könnyedén emelgeti a búzával telt két hektós zsákokat, fogták karabélyaikat, és csendben eltávoztak.
A márciusi szellő Heréd község nagyböjti hangulatban levő lakóit is elérte, az emberek közé is elhozatta az egyetemi ifjúság fiatalos lelkesedését. A fiatalok legtöbben a harci zászló alá álltak.
Heréd erején felül vette ki részét a szabadságharcból, illetve a vele járó szenvedésekből.
Herédről a következők vettek részt a szabadságharc eseményeiben. A herédiek a következő helyeken fordultak meg a szabadságharc két véres esztendejében:
A Pöltenberg Ernő tábornok hadseregébe osztottak első szereplése 1849. február 26-27-én a kápolnai csatában volt.
E két napig tartó ádáz küzdelemben, mely a magyarok visszavonulásával végződött, egyetlen herédinek sem történt baja. Ebben a küzdelemben különösen Juhász György (Mikli) tüntette ki magát, akit Dembinszky fővezér elismerésül tizedessé léptetett elő.
Később Pöltenberg ezredes (még akkor ezredesi rangban volt) a hatvani szőlők felett ütközött össze az osztrákokkal, kiket megfutamított. A hatvani csata után április 14-én a VII. hadtest parancsnoka, később tábornoka lett Pöltenberg, kit akkor Győr védelmére rendeltek. Itt tüntette ki magát Tóth Imre és Gregus József honvéd is, akiket őrvezetővé léptettek elő. A herédiek részt vettek a komáromi, a váci, a harsányi, majd a zsolcai csatákban. Ezen utóbbi ütközet után Pöltenbeg állandóan visszavonulgatott, nyílt ütközetre azonban nem került sor, míg végre elkövetkezett az átkos október 6. A herédiek könnyezve nézték végig jó vezérük vértanú halálát.Damjanich tábornok seregében négyen szolgáltak Herédről, a fehér – kakastollas 9. zászlóaljban: Melicher Bertalan kántortanító, hadnagy, Fekete Mihály, Fekete Bertalan, Csulik Imre zászlótartó.
Fekete Mihály és Fekete Bertalan a szolnoki csatában eltűntek, Melicher és Csulik a tápióbicskei csatában megsebesült.
Görgey Artúr, mint őrnagy Szolnokon toborozta a Tiszán-inneni nemzetőrséget, ide álltak be a herédiek is, kiket már fentebb felsoroltam. Részt vettek a hatvani, a kápolnai, isaszegi, váci, nagysarlói csatákban, Budavár ostrománál, a zsigárdi, peredi ütközetekben.Elkísérték őt Világosra, a fegyverletételre, ekkorra azonban a herédiek száma igen megapadt, Deme Ferenc, Sáska Márton a váci, Tatay János a zsigárdi, Tatay József, Oldal András a peredi csatákban elestek.
Nagy János és Podonyi Mihály, mint tüzérek, kezdettől fogva az aradi vár védelmére rendeltettek. Podonyi Mihály szerencsésen hazaérkezett, Nagy János azonban odaveszett. Nagy János hősiesen viselkedett, sehogy sem akarta átadni az oroszoknak az ágyúját. Mikor a többi ágyúk már mind elnémultak, az övé még mindig szólt, amiért a muszkák megrohanták, és halálra kaszabolták.A világosi fegyverletétel szomorú esemény volt. Egy herédi szem- és fültanú a következőképpen írta le:
„Láttam szorgalmas családot jég által elvert gabonája felett keseregni, láttam anyát egyetlen gyermeke koporsójánál kétségbeesve siránkozni, de mindezek semmi a világosi fegyverletétel tényéhez képest. Hős honvédek egymás nyakába borultak, úgy búcsúztak. Emléket adtak egymásnak. Minden ember fejét lesütve, egyedül járt, sóhajtva, káromkodva. A tüzérség lőporkészletét, töltényeit a tűzbe dobta, a robbanást robbanás követte. A gyalogság egész éjjel lövöldözte és elpusztította minden készletét. A huszárok egy része nyergelt és nekiindult a világnak, mások lovaikat szúrták le, ismét mások leszedve mindent róluk, szabadon eresztették, és azok vadul száguldoztak a táborban. Voltak olyanok is, akik főbe lőtték magukat, mert nem bírták elviselni a sorsukat. Irtóztató éjszaka volt ez. Szitkok, istenkáromlások, ordítások, lövöldözés, lónyerítés, búcsúzás, lóhörgés, trombita és dobszó vegyesen hallatszott. Ezen pokoli lárma közt jöttek-mentek céltalanul. Így virradt augusztus 13-ra. A herédiek is megtörve, megalázva, szomorúan tértek vissza otthonukba.”
Ellenséges katonaság, „osztrákok” első ízben 1849. március 2-án délután 2 órakor léptek a községbe, Szirák felől jövet Hatvan felé. Tisztességesen viselkedtek, senkit nem bántottak, semmit el nem vittek. Hatvanból ki-kijártak, vásároltak, és mindenért megfizettek, persze Kossuth bankóval. Muszka katonaság 1849. november 23-án reggel haladt át a községen Hatvan felől jövet. Midőn az orosz katonaság áthaladt a községen, senkinek nem volt szabad az utcára kimenni, ott tartózkodnia, az utcára néző ablakokat be kellett függönyözni.
A magyar szabadságharc leverése után 18 éven át szomorú korszak következett szegény hazánkra. Újból megszüntették a községben a magyar nyelvű tanítást. Úgy a magas, mint a kisebb hivatalokat idegenekkel töltötték be.
Heréd lakossága féltő szeretettel őrizte meg 1848 emlékét, amikor felcsillant a remény egy új élet kezdetére, szabadságunk kivívásának lehetőségére.
Tárgyi emléket is őriztek meg, ilyen az itt látható „Kossuth bankó”, melyet 1848-ban adottki Kossuth Lajos, mint a Batthyány kormány pénzügyminisztere, aláírásával ellátva, a szabadságharc kiadásainak fedezésére. E bankjegyeket az osztrák hatóságok a szabadságharc leverése után összeszedték és megsemmisítették. Felhívnám a figyelmet a bankjegy kézzel történő sorszámozására.

## A 20. század eseményei

### Az I. világháború alatt
1914. június 29-én Péter és Pál apostolok ünnepén a nagymiséről való kijövetelkor megdöbbenve értesültek a község lakói Ferenc Ferdinánd trónörökös és felesége meggyilkolásáról.
Ebben az időben rádió, televízió még nem volt, hírközlési eszközül csupán az újság szolgált, melyet mintegy 4-6 ember járatott a faluba, s az események részleteiről 2-3 nap után szereztek tudomást. Mindenki sejtette, hogy a trónörökös meggyilkolásának súlyos következményei lesznek. A mozgósítást egy hét múlva, július 6-án késő este 11 óra tájban tudtára adták a község lakóinak. Ugyanis az aratási munkákban elgyötört emberek akkor már pihenni tértek, a községet az esti csendesség vette birtokába, mikor a községháza felől éles, hosszas dobpergés hangzott, mely bizony elég hosszan tartott, hogy az alvók felébredjenek. Mindenki sietett az utcára, hogy meghallgassák ebben a szokatlan időben történő hirdetést.Akkor egy-kettőre felhangzott Juhász Imre (Tari) dobos hirdetése is:
„Közhírré tétetik, hogy felszólítatnak mindazok, akik 1886- 28 éves, 1887- 27 éves, 1888- 26 éves, 1889- 25 éves, években születtek, hadköteles férfiak, hogy holnap reggel, azaz július 7-én 8 órára tisztán felkészülve és józan állapotban, 3 napi élelemmel ellátva a hatvani vasúti állomáson tartoznak jelentkezni az állomáson felállított katonai parancsnokság előtt, mivel a kormány azonnali mozgósítást rendel el. Aki ezen felszólításnak nem tesz eleget és jelentkezését elmulasztja, hadbíróság elé állítják!”
Akkor azok az asszonyok – bár szomorú szívvel – akik érintve voltak, gyorsan hozzáfogtak a bevonulók előkészítéséhez.
Azok közül, akiknek közvetlen szólott a behívás, akadtak olyanok, akik összekapták magukat, elmentek a kocsmába, hogy keserves érzéseiket alkoholba temessék. Másnap aztán reggel 42 ember elindult a hatvani vasúti állomásra, akiket érintett a behívás az első csoportba. Síró hitvesek, gyermekek, anyák, apák kísérték hadbavonult férjüket, apjukat, fiaikat a hatvani állomásra, hogy elinduljanak ismeretlen tájak és veszélyek felé. Az állomásra amint beérkeztek már, igen sok nép volt ott, mivel a herédieken kívül iderendelték jelentkezésre a lőrinci, zagyvaszántói, ecsédi, horti, csányi, boldogi és nagykökényesi bevonulókat is, akiket szintén elkísértek a családtagok, így mintegy 1 000 személy volt akkor a vasútállomáson Hatvanban.
A rend fenntartására 8 csendőrt vezényeltek ki. Pontosan 8 órát mutatott az állomás órája, amikor a katonai parancsnokság megkezdte a bevonulók számbavételét, és a vonatra való beutalását. Az állomás egyik félreeső vágányán kitolatva állott a fedett kocsikból összeállott vonatszerelvény, melynek minden kocsi oldalára ki volt írva: "40 ember részére". A vonat elején a mozdony hosszabb fütyüléssel jelezte a vonat indulását. A tervezett 11 órai indulást a katonai parancsnokság nem tudta betartani és a szerelvény félórai késéssel indult el. Az ott tartózkodó 4 csendőr akkor vonult el a szerelvény mellől. A vagonok ajtajaiból és ablakaiból Isten hozzádot integető kezek lettek láthatók, azonban ezeket is elnyelte hamarosan az egyre bővülő távolság.
A második bevonulásnál is mintegy 40 ember hagyta el a községet. E bevonulásokat még újabbak követték, olyannyira, hogy 1914. július 28-ra minden hadköteles bevonult a községből. E napon az Osztrák–Magyar Monarchia hadat üzent Szerbiának, s kitört az első világháború. A helyinek induló háború aztán világháborúvá nőtte ki magát. Az első világháborúban Herédről 347 férfi vonult be. A bevonulások után még sok volt az aratási, betakarítási, cséplési munka. A munkát átvették az öregek, asszonyok, gyermekek. Míg a férfiak harcoltak ebben az igazságtalan hódító háborúban, idehaza gyenge asszonyi- és gyermekkezek, elaggott öregek fogták meg az ekeszarvát és a kaszát.
1914. július végétől 1918 őszéig folyt az első világháború. Minden háborús évben több halálhír érkezett Herédre is a frontról, s az itthonmaradottak szűkölködtek élelemben és ruházkodásban egyaránt. 1917-ben a hadiszállítók papírtalpú bakancsot adtak el az államnak, s a hideg fronton e miatt fagyhalált és súlyos fagysérülést szenvedett több herédi katona is.
Mivel az élelmiszerhiány egyre jobban jelentkezett, a hiány betömésére elrendelték a rekvirálásokat, (hatóságilag, térítés ellenében igénybe vett ingóságok, főleg háború idején) és hamarosan megjelentek a községben a rekviráló bizottságok, akik még a legszegényebb portákra is bementek és elvitték, ha valami tartalék élelmiszer akadt. A rekviráló bizottság tagjai, illetve vezetői a jómódú gazdákból kerültek ki, mivel ők voltak azon időben a község elöljáróságában is. Az első rekviráláskor 9 q búzát szedtek össze.
Az első világháború utolsó éveiben főleg a nagycsaládos embereknél a nyomor csaknem elviselhetetlenné vált. Árukat csak fekete áru ellenében lehetett kapni, melyet a herédi mezőgazdasági dolgozók nem tudtak megfizetni, a sok nélkülözés és munka odavezetett, hogy felütötte fejét egy addig ismeretlen járványos betegség, a spanyolnátha. 1917-ben orvosi kimutatás szerint 17-en, 1918 őszén pedig már 33-an haltak meg ebben a betegségben.
1918 őszén alig volt olyan hét, hogy l0-12 ember meg ne szökött volna a frontról. Végül 1918 őszén a központi hatalmak vereségével véget ért az első világháború.
Szerencsésebb volt, aki csak fogságba került, mert neki volt még reménye arra, hogy az elszenvedett fogság kínos évei után megláthatja szeretett hazáját és családját. A sok herédi hadifogoly közül három ember különös fogságát szeretném kiemelni, azért, mivel földrajzilag Ők kerültek legtávolabb hazájuktól, Aranyi Lajos, (1891-1984) Mustó János és Szőkedencsi Géza, mint I. világháborús magyar katona, hadifogolyként megjárta Vlagyivosztokot (Oroszország Szibérián túli területe, messzi keleten, a Csendes-óceán partján). Aranyi Lajos 23 évesen került a galíciai frontról előbb Moszkvába, majd egyre keletebbre, végül azon az Isten háta mögötti helyen töltött fiatal éveiből 6 évet Mustó Jánossal. Már több mint négy év kemény megpróbáltatásai állottak mögöttük, amikor ígéretet kaptak a hazatérésre.
A hazatérés végül is közel két évig tartott, ugyanis mindig hitegették a foglyokat azzal, hogy most már hazatérnek, de az egyik táborból mindig csak egy másik táborba költöztek át, ugyan egyre nyugatabbra kerültek földrajzilag, de még mindig nagyon távol a magyar földtől. Minden költöztetés után újabb és újabb munkát kellett végezniük, amit elmondani is hosszú volna, csak említem, hogy Szibériában fadobozokat szögeltek kesztyű nélkül negyven fokos hidegben, Moszkvában kórházat takarítottak, a Volga vidéké burzsujok földjét művelték, ahol állatok között volt a szállásuk. A tábori körülményekről és ételükről jobb nem is beszélni, hiszen az nem ember gyomrának való volt. Amikor már közel jártak a Kárpátokhoz, megszöktek, és Románia földjén jutottak haza. Aranyi Lajos katonáskodása ezzel még nem ért véget, azok közé tartozik, akik kivették részüket a második világháború öldöklő harcaiból is.

### A Tanácsköztársaság herédi vonatkozásai
Herédre csak 1918. október közepén érkeztek hírek a forradalom kitöréséről. Ezek a hírek eleinte megrémítették a falusiakat, mert a legtöbbjének fogalma sem volt a forradalomról, s azt hitték, hogy nem egyéb, mint az emberek öldöklő harca egymás ellen. Mikor azonban híre jött, hogy Károlyi Mihály földosztást kezdett el a Heves Hegyei Kál-Kápolnán, a birtokán, és hogy a forradalom vezetői szétosztják a nagybirtokokat, kezdett megváltozni a hangulat a forradalmi gondolatokkal szemben. Amikor pedig azt látták, hogy a forradalom eredményeképpen egyre jönnek haza a fronton szenvedett édesapák, férjek, ifjak, más szemmel nézték, és más gondolatokkal fogadták a forradalom hírét.Pásztor József, aki korábban budapesti lakos volt, egymagában egy kis felfordulást rendezett Heréden 1918. november 1-jén. Az itt lakó Brüll földbirtokos család tiltakozása ellenére, a Brüllék parádés lóistállójából, – amely 1945-ig a község közepén volt, s melyben 12-12 pompás ló állott, – kiválasztotta a legszebb 4 lovat, ezeket hintóba befogta, és cigányzene hangja mellett a reggeli óráktól kezdődően körbe futkosott a falun, a lovakat kimerülésig hajtotta. Utána a másik 4 lóval megismételte a korábbiakat. Később pedig Brüllék éhes agarait is szélnek eresztette.
1919. március 21-én megalakult a Magyar Tanácsköztársaság. Akkor a falu vezetőjének Thomka Pált választotta meg a község népe, akinek foglalkozása lakatos volt. Jóindulata, s műveltsége biztosítékot jelentett arra, hogy a községet ez időszakban vezesse. Sajnos egy jól szervezett csoport hamar eltávolította a vezetésből.
Ez időben egy eset hozta izgalomba Heréd lakosait. Egy Szabó Hárs Péter nevű zászlós – aki a kastély őrizetére volt kirendelve katonáival – titokban ellenforradalmi tevékenységet folytatott. Ezt a politikai bizottságok megtudták, és halálra keresték. Hárs Péter idejekorán elbujdosott üldözői elől, de egy forradalmi érzelmű egyén feltárta rejtekhelyét künn a mezőn, ahol rozsbúza között bujdosott. Onnan menekült, s Weisz Mária pincéjében megtalálták, és ott agyonlőtték.

### A Tanácsköztársaság bukása után
A Tanácsköztársaság bukása után Szabó Hárs Pétert a Brüll család fölvetette a sírból, fölboncoltatta, majd eltemettették eredeti sírhelyére a mostani temetőbe.
1919. június 13-án egy nehéztüzér-alakulat volt Heréden egy 30 és feles és 4 kisebb ágyúval, akik 4 napig voltak a községben. Távozásuk előtt az itteni uradalom intézője elfűrészeltette a Szipszer-híd 3 pillérét (akkor még fából volt) abból a célból, hogy a távozó tüzérség nehéz ágyúi alatt a híd leszakadjon. A merényletet azonban idejében közölték Sebők nevű parancsnokukkal, aki Hatvanból hosszú vasúti síneket hozatott, ásókkal alátámasztva a híd elbírta a terhelést, a harcosok továbbjutottak.
A románok 1919. augusztus 12-én jöttek Herédre, hogy a kommunistákat összeszedjék, sikerült is 3-4 embert összeterelni, akiket megbotoztak. Leginkább Szabó Hárs Péter üldözőit keresték. Legtöbbet szenvedett Rudas Mihály bácsi, aki még több évi börtönbüntetést is elszenvedett, habár nem ártott senkinek.
1915-1920 között, de főleg az I. világháború alatt a lopások száma nagyon elszaporodott. Abban az időben főleg a kóbor cigányok nagy tömege jelent meg a falvakban, és a mezőn dolgozó parasztasszonyok otthonát kíméletlenül kirabolták. A lopások végül oda fajultak, hogy az éjjeli órákban még a lakóházak falát is kibontották, és úgy rabolták ki Tóth József és Gregus András lakóházát. Mintegy 11 rablás volt ekkortájt a községben.
1917. november 7-én győzött a Nagy Októberi Szocialista Forradalom és a világtörténelemben, a szovjet hatalom megerősödésével először jelentkezett a munkásosztály olyan hatalma, mely tudományosan is bebizonyította, hogy a munkásság át tudja venni a hatalmat, és alkalmas az ország vezetésére is.
A földbirtokos és polgári osztályok egy része számolt is ezen realitásokkal, és az országgyűlésen felvetették a nincstelen parasztok legégetőbb problémáját, vagyis a földreform megvalósítását.
Végre 1920. évi XXXVI. törvénycikk alapján meghirdetett földreform törvényt, ami nem volt egyéb egy kis alamizsnánál, illetve a parasztság becsapásánál.
E törvényben nem emlékeztek meg a gazdasági cselédekről sem. Sőt, e törvénnyel ütöttek rajtuk, mivel ezen birtokrészek kiosztása után az uradalmak csökkentették a kommenciós (kommenció = a szegődményes cselédek természetben kiadott bére a mezőgazdaságban) cselédek létszámát, is a Heréd környéki uradalmakból elbocsátottak néhány cselédet, akik családjai akkor kenyér nélkül maradtak.

### Nagy gazdasági világválság
A világválság Heréden is éreztette hatását. A munkások munkabérei alacsonyak maradtak, a munkanélküliek száma állandóan nőtt. Kevés embernek adtak munkalehetőséget, s így sokan tengődtek munka nélkül. Sok gazda eladósodott, mivel terményeit nem tudta értékesíteni. Ekkor a búza ára 32 pengőről 9 pengőre csökkent.
A környező üzemek kapuinál álltak a munkások tömegei munkafelvételre, akikből csak néhányat alkalmaztak.
Sok értelmiségi dolgozó is munka nélkül tengődött. Azért magyarázható, Valenta Győző polgári iskola tanára lemondásával megüresedett római katolikus tanítói állásra 1933-ban 94 fő pályázott, s akkor 1933. november 12-én választotta meg az iskolaszék a pályázók közül Tari István kántortanító lőrinci lakost, a római katolikus tanítói állásra, aki a kántort is köteles volt helyettesíteni.
A nyomor sok családnál elviselhetetlenné fokozódott, aminek okát abban is látták, hogy Heréd község a legkegyetlenebb és legrafináltabb bárók birtokainak közepén vergődött, főképp a nincstelenek kiszolgáltatásának nem volt határa ebben az időben.
A Heréd melletti József-major (Szarkás) pusztán épült ebben az időben egy hatalmas tehénistálló, melynek teteje üveg, az oldala szép csempével van belülről kirakva. Abban a legyeket távol tartották, a tehenek jól tápláltak voltak, és szemmel láthatóan jól is érezték magukat. Az istállótól mintegy ötven méterre állt egy cselédház, ahol 6-8 család lakott. A gyerekek maszatosak, rongyosak, közülük némelyik beteg volt.
Deutsch Bandi báró hetenként 2-3-szor meglátogatta a pompás tehénistállót és a teheneket. De eszébe sem jutott, hogy az istálló közelében lévő korszerűtlen cselédlakásokat megszemlélje, a végtelen nyomorban lévő cseléd munkásait megnézze. Ha véletlenül meglátta a szegénységtől megnyomorodott cselédgyerekeket, undorral fordult el tőlük.
A gazdasági világválság kihatott Heréd község agrárproletárjaira is. Ugyanis 1925-től a földesurak egyre inkább áttértek a cukorrépa termelésére, mivel sokkal jobban jövedelmezett, mint a búza. Így az aratócsoportok évről évre rosszabb aratási szerződést kaptak, kevesebb hold aratásával kellett megelégedniük.
Heréd község nincstelenjei évtizedeken keresztül a Podmaniczky, a Radvánszky, a Hatvany (Deutsch) bárók, valamint a Brüll földbirtokos-család birtokain arattak. A világválság elmúlt, de hatása nem maradt nyomtalanul. Elégedetlenség nyugtalanította az embereket. 1937. április közepén híre járt, hogy Németországban mezőgazdasági munkára szerződtetnek embereket. A hír hallatára a herédi munkanélküliek egy csoportja ezért felkereste Duray Károly főjegyzőt, hogy őket is segítsék abban, hogy kijuthassanak Németországba, de elutasította őket azzal, hogy idehaza vállaljanak munkát.
Akkor a csoport Oravecz István (Kökényesi u. 21.) herédi lakost kérte fel az ügy lebonyolítására. Szívesen vállalta, elutazott Budapestre a Földművelésügyi Minisztériumba, a munkaközvetítő irodába. Ott dr. Teölgyes István, a munkaközvetítő iroda vezetője fogadta, és ez ügyben kerületünk országos képviselőjéhez, dr. Sztranyovszky Sándorhoz utasította, aki akkor az országgyűlés elnöki tisztségét töltötte be azzal, hogy majd segíti a herédieket.
Az országház elnöke, Stranyovszky Sándor azzal utasította el Oravecz Istvánt, hogy idehaza van elég munka, aki nem akar dolgozni, annak miért adnának alkalmat, hogy Németországba menjen. Bár Oravecz István rengeteg itthoni próbálkozását sorolta fel a csoportnak, Sztranyovszky közömbösen viselkedett. Oravecz éles vitába szállt vele, aki telefonon parlamentőröket hívott be, akik gyorsan intézkedtek Oravecz eltávolításában. De Oravecz István nem tágított, visszament Teölgyesihez, aki közölte: „Mivel az ügy nem tartozik az ő irodájához, sem hatásköréhez, segíteni nem tud”. De ad egy jó tanácsot. Utazzon el a heves megyei Domoszló községbe, ott működik egy német szerződtető bizottság, azoknak adja elő kérését. Oravecz István azonnal odautazott, s kérésének előadása után a bizottság mezőgazdasági munkára Herédről 33 személyt leszerződtetett. Heréd lakosságának zöme kenyerét helyben, a termelőszövetkezetben, a környéken Hatvanban a cukor- és konzervgyárban, Selyp, Petőfibánya, és az erőmű térségében lévő ipari üzemekben kereste meg, ahová az ötvenes évek elejétől autóbuszokkal járhatott munkába. 1950-ben indult meg az első polgári járat Nagykökényes Eger között, melynek indulási és érkezési ideje az elmúlt ötven évben szinte nem változott.

### A II. világháborúban
A háború kitörésekor Heréden is megkezdődött a katonai kiképzésben részesültek behívása SAS-behívóval.
Leventeoktatás: főoktató Fazekas József aljegyző (1934-1938-ig), Tari István kántor-tanító (1938. évi behívásokig), oktatók: Gregus János, Kelemen János, Kómár János Honvédségi segítő: Szép József őrmester
Levente sorkötelesség: 12 éves kortól bevonulásig Gyakorlat: nyáron a futballpályán, télen az iskolában. Lövészet: Szipszer-hídnál, a Hatfánál.
1941-44-ben a Szovjetunió és Németország között folyt a háború, s mivel Magyarország a németek szövetségese volt, csaknem minden katonai kiképzésében részesülő egyént SAS-os behívóval behívták és kivezényelték a Keleti Frontra, ahonnan egyre több halálhír vagy sebesülés híre érkezett. A herédiek közül legtöbben a Don-kanyarban haltak meg. A hadbavonultak hozzátartozói rettegve várták a holnapot, hátha az ő gyermekük, férjük, apjuk halálhírét hallják. Az élve maradtak pedig az otthonukra, családjukra gondoltak.
1944. március 19-én a németek megszállták Magyarországot. A gyárak, üzemek élére katonai parancsnokok kerültek. Ebben az évben jó termés volt, a háborús hangulat azonban egyre nőtt, ugyanis az uralkodó osztály a magyar gazdaságot kiszolgáltatta a németeknek, azért Jurcsek közellátási miniszter bevezette a jegyrendszert. A hiányzó élelem és iparcikk súlyos megpróbáltatásoknak tette ki a község lakosságát is, különösen a hadba vonulók hozzátartozóit, amit még súlyosbított az a tény, hogy úgy az ország, mint a község lakói sokat rettegtek a légi veszélytől. Egy héten többször amerikai és angol repülőgépek beszálltak az ország és így a község légterébe is – és bombázásokkal óriási károkat okoztak. Így ez év nyarán földig bombázták a hatvani vasútállomást is, ahol sokan lelték halálukat. A hatvani vasútállomás mellé épült óvóhely is telitalálatot kapott, ezért volt magas a halottak száma.
1944. október 15-én Horthy Miklós kormányzó bejelentette a fegyverszünetet, ez időtől kezdve a község fiaiból is többen megszöktek a katonaságtól, s nagy nehézségek árán sikerült csak hazaérkezniük.
1944 novemberében egyre közelebb került a front a községhez. November 16-án két hatalmas ágyúlövés érte Herédet. Akkor már több német alakulat a civil nép bevonásával próbálta fokozni katonai erejét, ezért 96 férfit összeszedtek, s német katonai őrizet mellett a Cifra-major és Hatfa-domb aljára vezényelték őket futóárok ásására. Akkor november 25-én Hatvant már elfoglalta a Vörös Hadsereg. A futóárok vonala a dombon fekvő Cifra-major tanyától cikcakkban húzódott le Ó-Varsány pusztáig. Minden civilnek 15 méter szakaszt mértek ki mielőbbi kiásásra. A munkát alig kezdték el, nemsokára szovjet felderítő repülőgépek haladtak el felettük. A német légelhárító ágyúk ekkor tüzelésbe kezdtek, de egyetlen szovjet repülőgépet sem lőttek le. Egy óra múlva minden ugyanúgy megismétlődött. A németek, amint a második szovjet felderítők eltávoztak, a civileket azonnal hazaengedték.
A németek másnap 96 civil embert hasonló céllal a Fehér-tanyához rendeltek, de ott már a civilek nem tudtak eljutni a kijelölt helyre a szovjet katonák által leadott sortűz miatt, s a közelben lévő kukoricásba menekülés után a civilek ismét hazamehettek. Közben a németek a Szőlők-feletti domboldalon téli bunkert építettek ki. 1944. december elején pedig, a harmadik esetben 96 civilt a község keleti részébe, az úgynevezett kántor földek végéhez vezényeltek a németek az esti sötétedés után, ahol ágyúárkokat ásattak velük. Eközben egyre tartottak a belövések a falu lakott területére, mivel itt sok volt a német katona. Húsz napon keresztül mindennap kapott több belövést a község.
Malinovszkij marsall parancsnoksága alatt harcoló 2. Ukrán Front elnevezésű hadseregcsoport a Duna-Tisza közének elfoglalása után eljutott Hatvan térségébe, s katonái véres harcok árán 1944. november 25-én bevonultak Hatvan városába, majd 1944. december 5-én Heréd községbe is. Ez a következőképpen zajlott le a korabeli szemtanú szerint: „Mindenki azt gondolta, hogy csak Hatvan városban és Lőrinci községben bontakozik ki nagyobb támadás, mivel itt ipartelepek vannak. Nem így történt.
1944. december 5-re virradóra bámulatos csönd volt községünkben, s mivel tél volt, későn virradt. Mindenki igyekezett az eddigi lövés okozta károkat helyreállítani. És egyszer csak – mintha a pokol szakadt volna ránk, úgy délelőtt 9 és 10 óra között olyan hatalmas pergő tüzelés zúdult a községre, hogy szinte egyetlen négyzetméternyi terület sem volt olyan, hogy lövés ne érte volna. Ez a pergőtűz legalább 40 percig tartott. Azután megindultak a szovjet hadsereg egységei, és délután 2 óráig hősi küzdelem után kiverték a németeket községünkből. Még utcai csatározások is voltak. Sajnos egy német lövés ledöntötte a katolikus templom szép bádogtornyát.”
A harci cselekmény után borzalmas képet mutatott a település: Alig volt olyan ház, melyen ép tető maradt, több ház és szénakazal leégett, bombatalálatot kapott a mostani hősök szobra helyén lévő római katolikus elemi iskola is, mely romokban hevert, valamint 41 polgári lakos életét is vesztette a bombázások és harcok idején. A legsúlyosabb bombatámadás id. Samu Jánost, ifj. Samu János feleségét és három leányát: Máriát, Erzsébetet és Terézt érte.
A lakosság jó része már hetekig bunkerokban, pincékben húzódott meg a légitámadások, súlyos lövések és harcok idején, s örült a szovjet katonák megjelenésének, akik egy időre véget vetettek a rettegésnek. A mezőkön, utakon, házak között sok német és szovjet katona holttestét lehetett látni, amelyeket a civil lakosság temetett el.
A romok újjáépítését a lakosság hamarosan megkezdte nehéz körülmények között, de az élet lassan normalizálódott és fokozatosan megindult.

### Az 1945. évi földreform végrehajtása Heréden
1945. március 15-én az Ideiglenes Kormány kiadta a nagybirtokrendszerről, annak megszüntetéséről és a földnek a parasztság között való felosztásáról szóló rendeletet.
Akkor megalakult a községben is a Földosztó Bizottság, elnöke Oravecz István (Kökényesi út 21.) lett, tagjai Deme András, Morvai János, Keresik János, Oravecz János, Kómár István, Szekszius Lajos, Tolmácsi József és Tuskán István voltak. A Földosztó Bizottság megkezdte munkáját Oravecz István vezetésével, és 2305 katasztrális hold szántóföld lett kiosztva az alábbiak szerint:
- Radvánszky Albert báró birtokából 990 katasztrális hold
- Prónay féle malomsápi birtokból 59 katasztrális hold
- Dr Hirtsch Albertné Baj-pusztai birtokából 119 katasztrális hold
- Hatvani Endre báró birtokából 200 katasztrális hold
- Veszély Károly birtokából 150 katasztrális hold
- Augosztovics Győző birtokából 150 katasztrális hold
- Dr. Seibert Sándor birtokából 717 katasztrális hold
- Kunder Antal birtokából 6 katasztrális hold

A házhelyek kiosztása a következőképpen alakult:
Heréden: 182 házhely 53 kat. holdban, Kerekharaszton: 132 házhely 38 kat. holdban,, Mátravidéki Hőerőműnél: 96 házhely 31 kat. holdban., Tartalékföld maradt:, Heréd részére: 63 kat. hold,, Kerekharaszt részére: 5 kat. hold,, Mátravidéki Hőerőmű: 4 kat. hold., A földreform során tehát földhöz jutott:, Heréden: 518 személy, Kerekharaszton: 144 személy
Különösen kemény személyi küzdelmet jelentett Oravecz Istvánnak, mint a herédi Földosztó Bizottság elnökének a versegiekkel vívott harca, akik ásóval, kapával, villával, kaszával felfegyverkezve támadtak rá a versegi földekre való igénylése miatt. Ő azonban bátran, az igazság érvelésével szembenézett velük. Kezében 25 évnek summás, aratási szerződéseivel azt mondta: "A földnek hovatartozását emberek ezek a papírok döntik el, a föld azé, aki azt megdolgozta. Ezeken a földeken csak herédi emberek dolgoztak, s elég baj volt, hogy a földek után járó adót Verseg vette fel!" És valóban, mint ahogyan bebizonyosodott az említett okmányok döntötték el a föld hovatartozásának sorsát.
Mindezekből láthatjuk, hogy a Földosztó Bizottság elnökének alkalmasabb személyt keresve sem találhattak volna, mint Oravecz Istvánt, aki erős akaraterejével, ambíciójával, fáradságot nem ismerő kitartással és nem utolsósorban harcos forradalmi lendületével a község őshatárán kívül még 449 katasztrális hold földdel többet kiharcolt a herédi földigénylők számára.
A versegi eseten kívül még többször előfordult, hogy célja elérését ellenséges tömeg hátráltatta, de ő szinte minden akadállyal hősiesen, elfogadható érvelésekkel megküzdött.
A község dolgozói példás szorgalommal művelték úgy a régi, mint a földosztás során kapott földeket, még igavonó állat hiányában is, kézi erővel is.

## Az 1956-os események
Október 23-án kezdődött az eseménysor, mindenki a dolgozók közül benn tartózkodott a Tanácsházán. Csak az tudott a budapesti forrongásról, akinek rádiója volt. Október 24-én csak az irodasegédek és a végrehajtó bizottság titkára tartózkodott az épületben. Az akkori tanácselnök, Radics János soha többet nem ment be dolgozni, a faluból is távozott.
Később kezdődött a nagy felfordulás, megjelentek a hangoskodók, meglepték a tanácsházát. Úgy döntöttek, falugyűlést hívnak össze, hogy új tanácselnököt válasszanak. A bizottsági titkár 4. hónapja dolgozott itt, őt nyugton hagyták, azt mondták neki, ő még nem tanult meg hazudni, tehát maradhat, így a rögtönzött gyűlést is neki kellett levezetni. Az ülésen választották meg tanácselnöknek Oravecz Imrét, aki 1 hétig látta el tisztét. Közben követeléseket fogalmaztak meg:
- töröljék el a beszolgáltatásokat,
- égessenek el minden könyvet, okmányt, anyakönyveket stb.

Hangosbemondón kellett a pontokba szedett követeléseket a vb. titkárnak ismertetnie, mivel az ott tartózkodók közül csak ő értett az eszköz kezeléséhez. Az ülés után Oravecz István a feszületet behozta és felakasztotta az elnöki iroda falára, majd abban egyeztek meg, hogy vasárnap közösen elmennek a délelőtti nagymisére. Ezen a vasárnap estén volt a könyvégetés a tanácsháza előtt: elégették az adó- és beszolgáltatási iratokat, az anyakönyvekre is ez várt volna, de szemfüles és felelős egyének úgy mentették meg, hogy ablakon adogatták ki, majd a szomszéd lakásban helyezték el.
A könyvégetéseknek híre ment, sok kíváncsi ember nézte, különböző megjegyzések hangzottak el. A kedélyek lecsillapodása után választották meg Kercsik Lajost tanácselnöknek, később pedig Szekszius Mihályt.
A beszolgáltatás eltörlésével könnyebb lett a falu élete, de adót fizetni ezután is kellett, mert aki elmulasztotta, annak nevét a faluban kihirdették. De azok nevét is ismertetni kellett, akik nem járatták gyermeküket rendszeresen az iskolába.
Ekkor még létezett a szegénységi bizonyítvány kiadása. Azok kérhették például, akik pereskedtek, de nem volt elegendő pénzük ügyvédet fogadni, de olyanok is igényelték, akiknek házuk, tehenük, vagyonkájuk volt. Nyilvánvaló, hogy ők nem kaphattak ilyen ügyiratot, ezért nagyon ellenszenvesnek tartották az adóügyi előadót.
1958 novemberében – mivel a megbízása lejárt – újra megválasztották a községi tanács tagjait. A tanácselnök Szekszius Mihály lett, a tanácstitkár Hartai Sándorné (Kapuszta Erzsébet), a gazdasági vezető Samu Józsefné (Kovács Margit), a végrehajtó bizottság tagjai pedig Juhász Pál, Szekszius Mihály, Nagy Lajos, Hartai Sándorné, Tatai István, Katona József, Kozsda István, Rajman István és Fekete András.
1959. augusztus 1-jén Szekszius Mihály tanácselnök lemondásával Buzma Sándort bízták meg ideiglenesen a tanácselnöki teendők ellátásával 1959. szeptember végéig. 1959. október 1-jétől Katona Lászlót választották meg tanácselnökké.